# 송상 (전한)
송상(宋尙, ? ~ ?)은 전한 후기의 정치가로, 경조윤(京兆尹) 장안현(長安縣) 사람이다. 후한의 학자 송홍(宋弘)의 아버지다.

## 행적
전한 성제(成帝) 때 관직이 소부(少府)에 이르렀으나, 애제(哀帝)가 즉위한 후 동현(董賢)에게 아첨하지 않았기 때문에 죄를 받았다.
송상은 오로지 《후한서》 권23에만 보이며, 전한의 역사를 다룬 《한서》 등 다른 사료에는 등장하지 않는다. 《한서》 권19에서 다룬 역대 소부 명단에도 누락되어 있기 때문에, 소부를 지낸 정확한 시점 또한 알려져 있지 않다.

## 출전
- 범엽(范曄), 《후한서》(後漢書) 권23 복후송채풍조모위열전(伏侯宋蔡馮趙牟韋列傳)

| 전임 (불명) | 전한의 소부 (성제 시기) | 후임 (불명) |